# Iglesia de San Esteban de la Ciudad (Périgueux)
La iglesia de San Esteban de la Ciudad (en francés: église Saint-Étienne-de-la-Cité, o antigua catedral de San Esteban de la Ciudad (cathédrale Saint-Étienne-de-la-Cité), es una iglesia medieval francesa, de estilo románico, que fue la primera catedral católica de la ciudad de Périgueux, en el actual departamento de Dordoña.
La catedral  fue objeto de una clasificación al título de monumento histórico de Francia, parte de la primera lista de monumentos históricos del país —la lista de monumentos históricos de 1840— que contaba con 1034 bienes. 

## Edificio

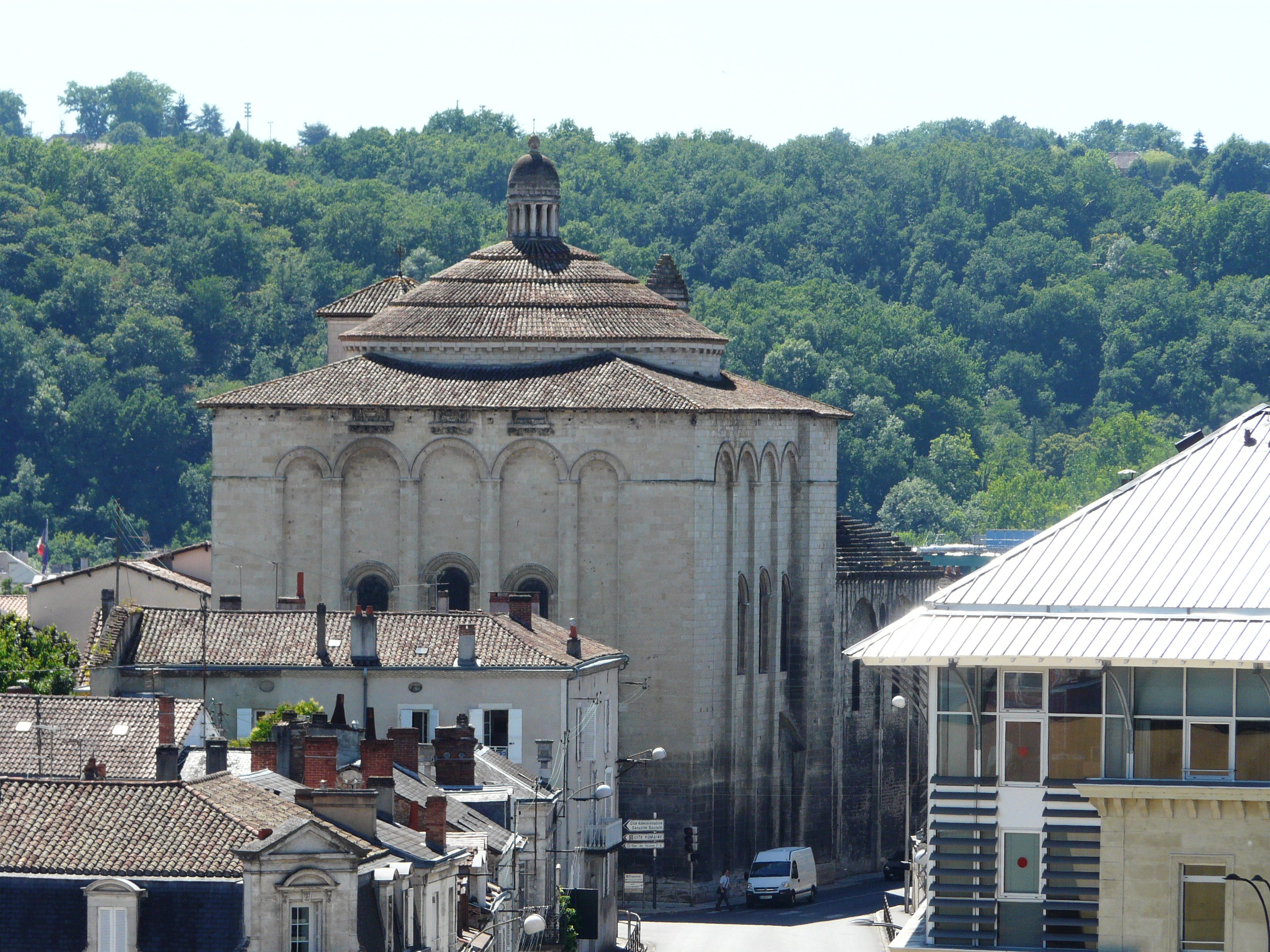
La mole de la iglesia

En la antigua Civitas Petrucoriorum, ciudad galo-romana de los petrocorios, sobre el sitio del antiguo templo dedicado al dios Marte, a principios del siglo VI, el obispo Chronope II hizo erigir la primera iglesia de Perigueux. En ese mismo sitio, en el siglo XI comenzó la construcción de una nueva iglesia iniciada por las crujías occidentales y terminada en el siglo XII por el coro.
Este edificio se convirtió en la primera catedral de Périgueux. Inicialmente tenía una sola nave con tres crujías cuadradas, una cabecera plana y dos cúpulas. En su apogeo, antes de las primeras destrucciones, tenía cuatro cúpulas y un campanario.
La catedral sufrió graves daños en 1577: un incendio y la destrucción de la mitad del edificio por los hugonotes.
La catedral perdió entonces los dos primeros tramos del oeste, cubiertos con cúpulas, así como el campanario-porche. El campanario se restauró en 1620. En 1652, la catedral sufrió  una segunda fase de daños durante los acontecimientos de la Fronda (1648-1653).
En 1669, la sede episcopal fue transferida a la iglesia de Saint-Front, que se convirtió en la catedral de Saint-Front. La catedral de Saint-Etienne-de-la-Cité se convierte en una simple iglesia.
En 1907 se comenzó una importante campaña de restauración, dirigida por el arquitecto Henri Rapine. Cabe señalar que en este restauración fue cuando se sustituyeron las tejas de cubierta del tramo occidental por una cubierta de piedra.

### La iglesia hoy
Aunque ampliamente amputada, la antigua catedral románica conserva una de las crujías originales de estilo románico y dos de las cuatro cúpulas, incluyendo una de quince metros de diámetro
La iglesia conserva algunos elementos notables:
- la tumba del siglo XII de Jean d'Asside, obispo de Périgueux;[2]
- un retablo del siglo XVII en  roble y nogal procedente del colegio de los jesuitas;[3]
- un órgano de tribuna, órgano barroco construido por Carouge en el siglo XVIII;[4]
- un órgano de coro fabricado por Boisseau;
- un púlpito del siglo XVII;[5]
- un viacrucis firmado por J.-J. Giraud;
- una inscripción (tabla) de las fechas de Pascua grabada en una placa y proveniente del muro sur de la pieza del altar  de la antigua catedral.[6]

## Galería de imágenes

Vistas exteriores
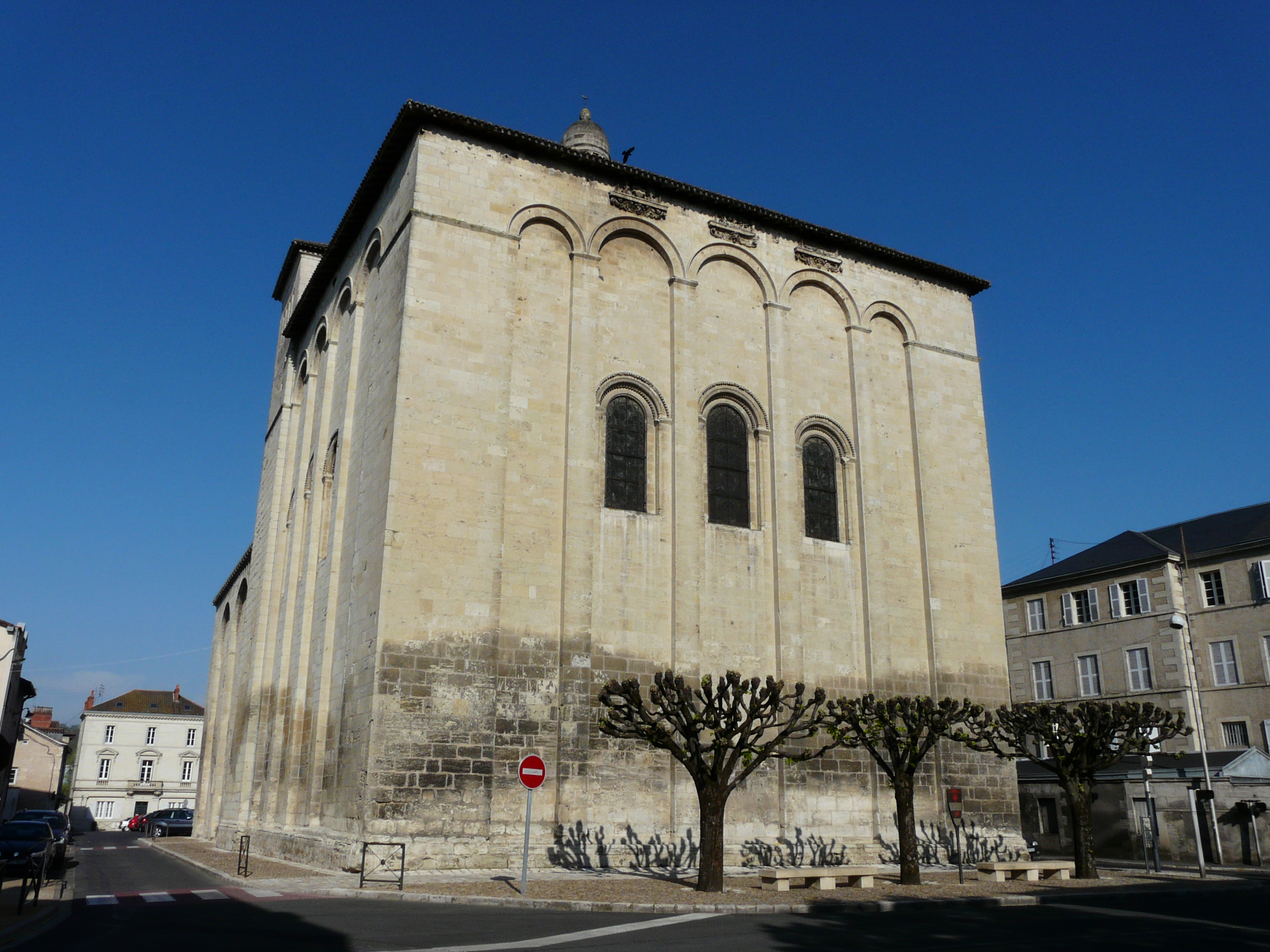
La cabecera plana
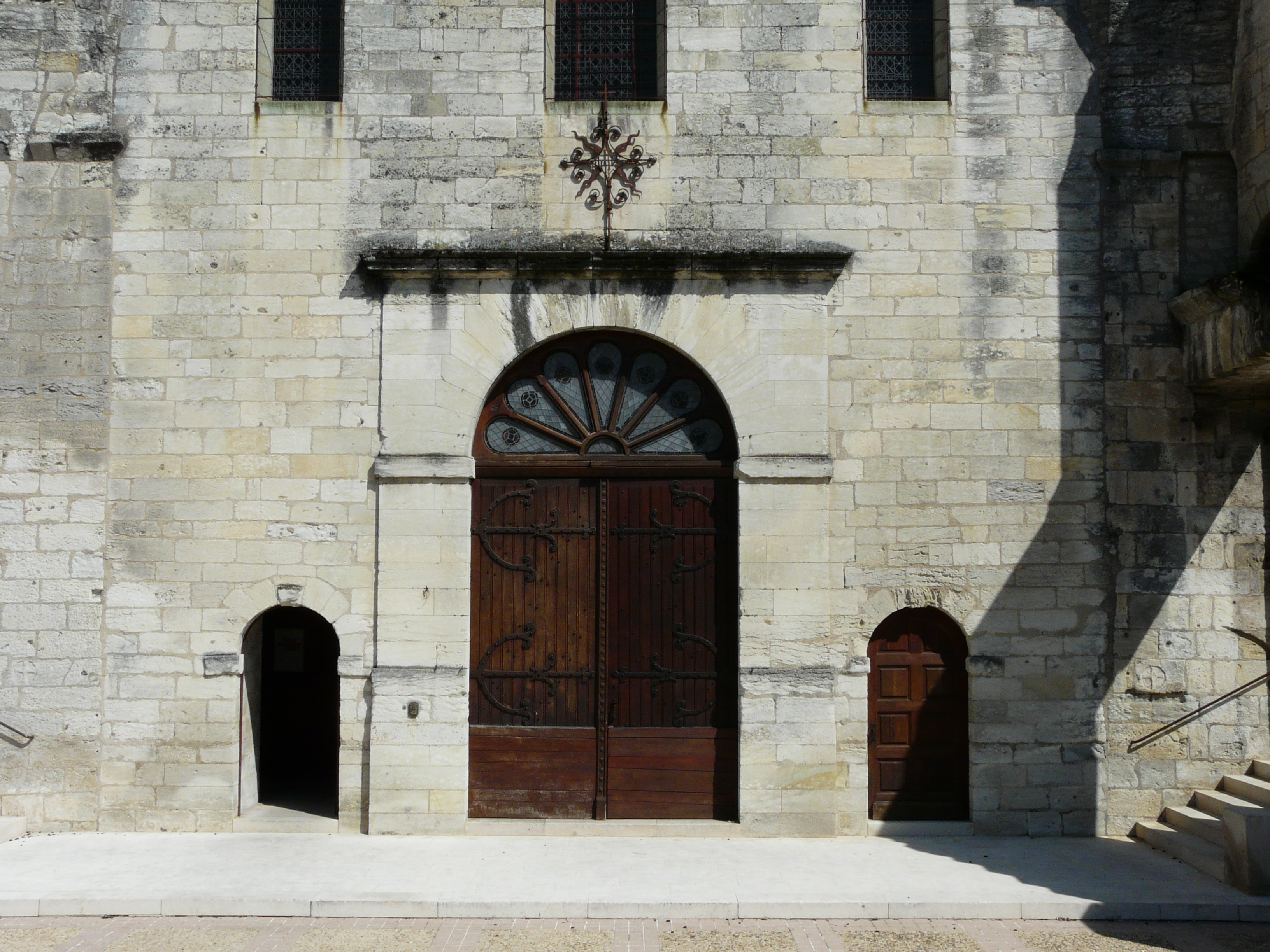
Detalle del modesto portal de entrada
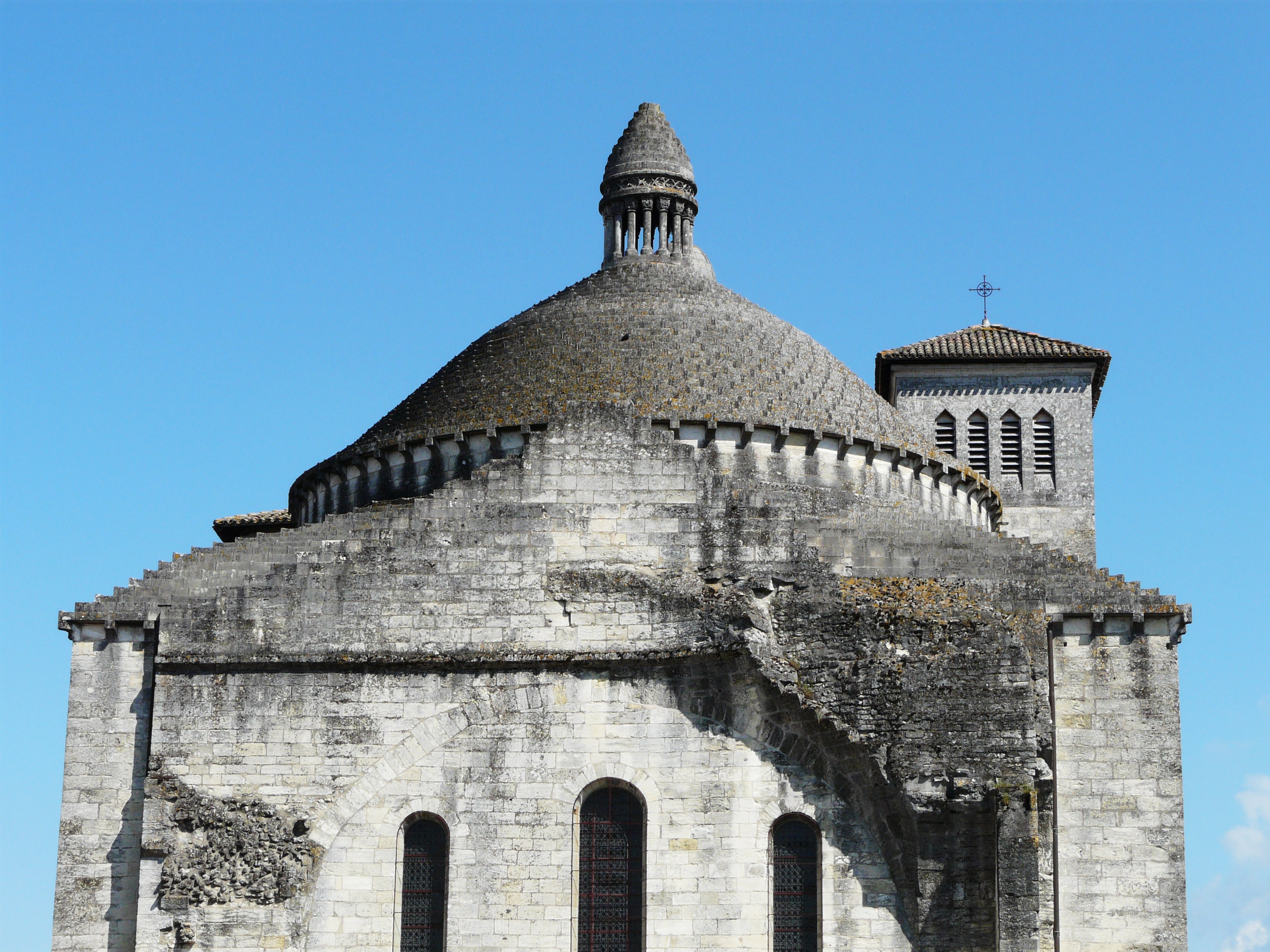
Detalle de las cubiertas
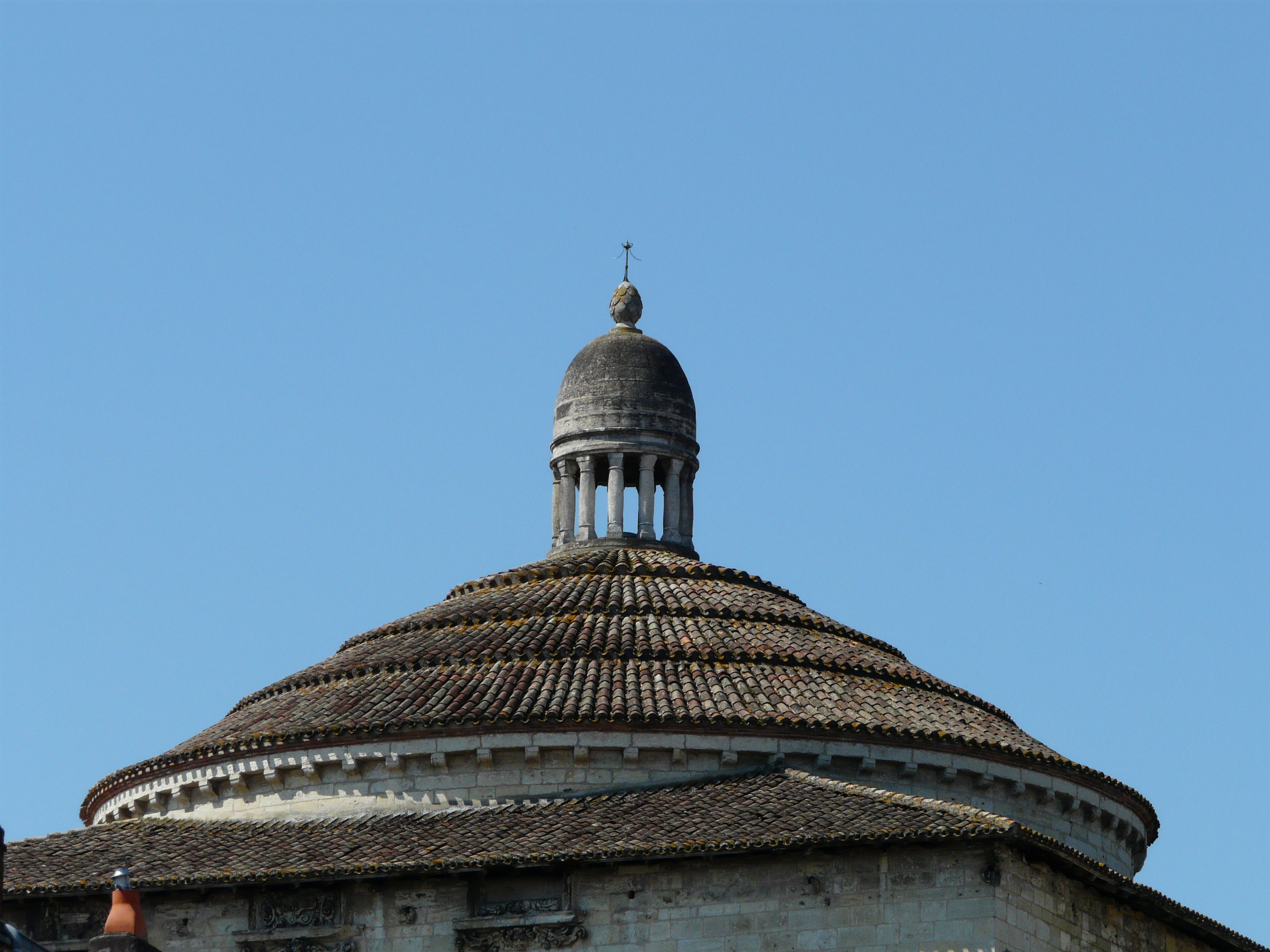
Cúpula rematada por una linterna

Vistas interiores
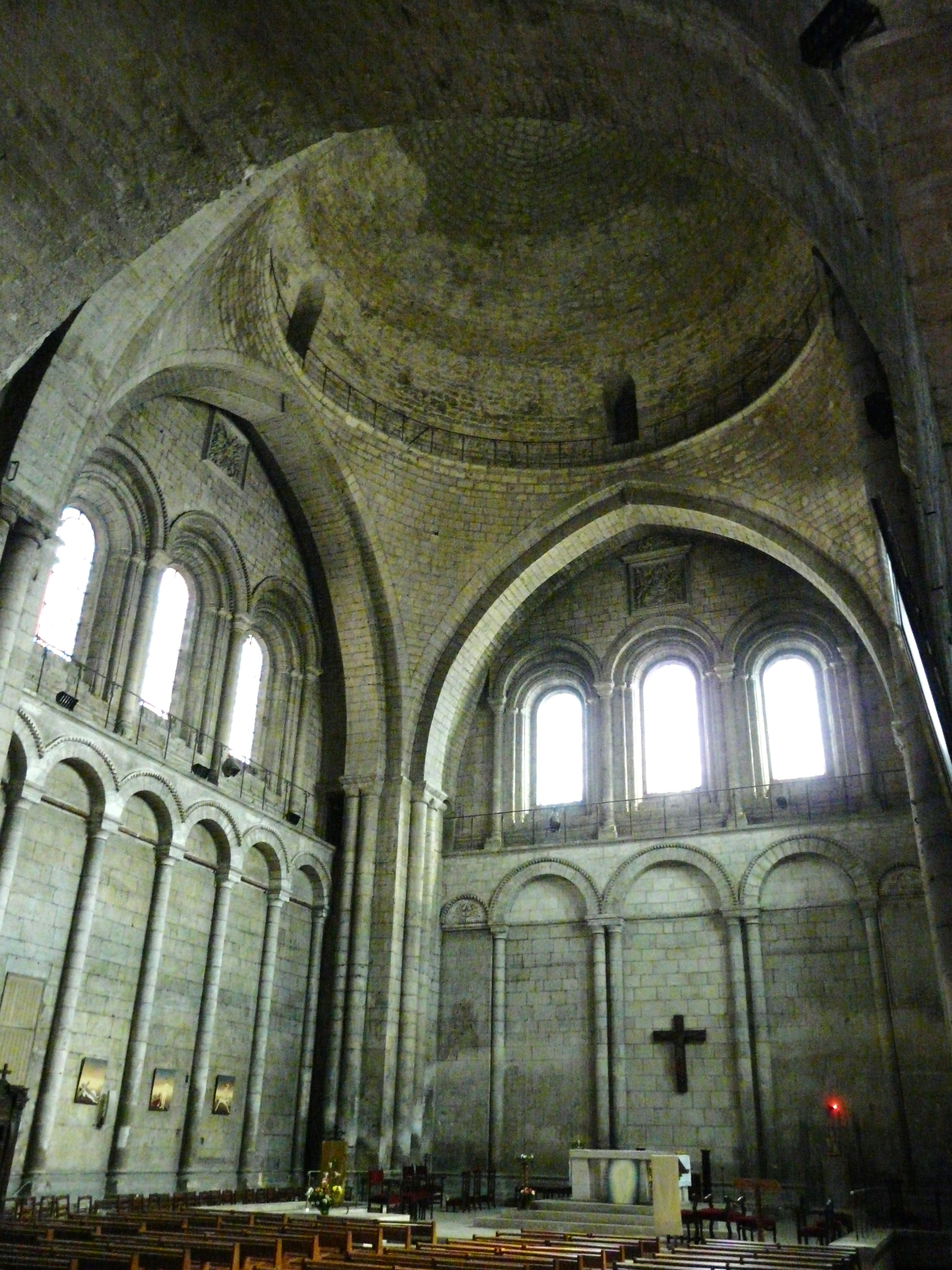
El coro
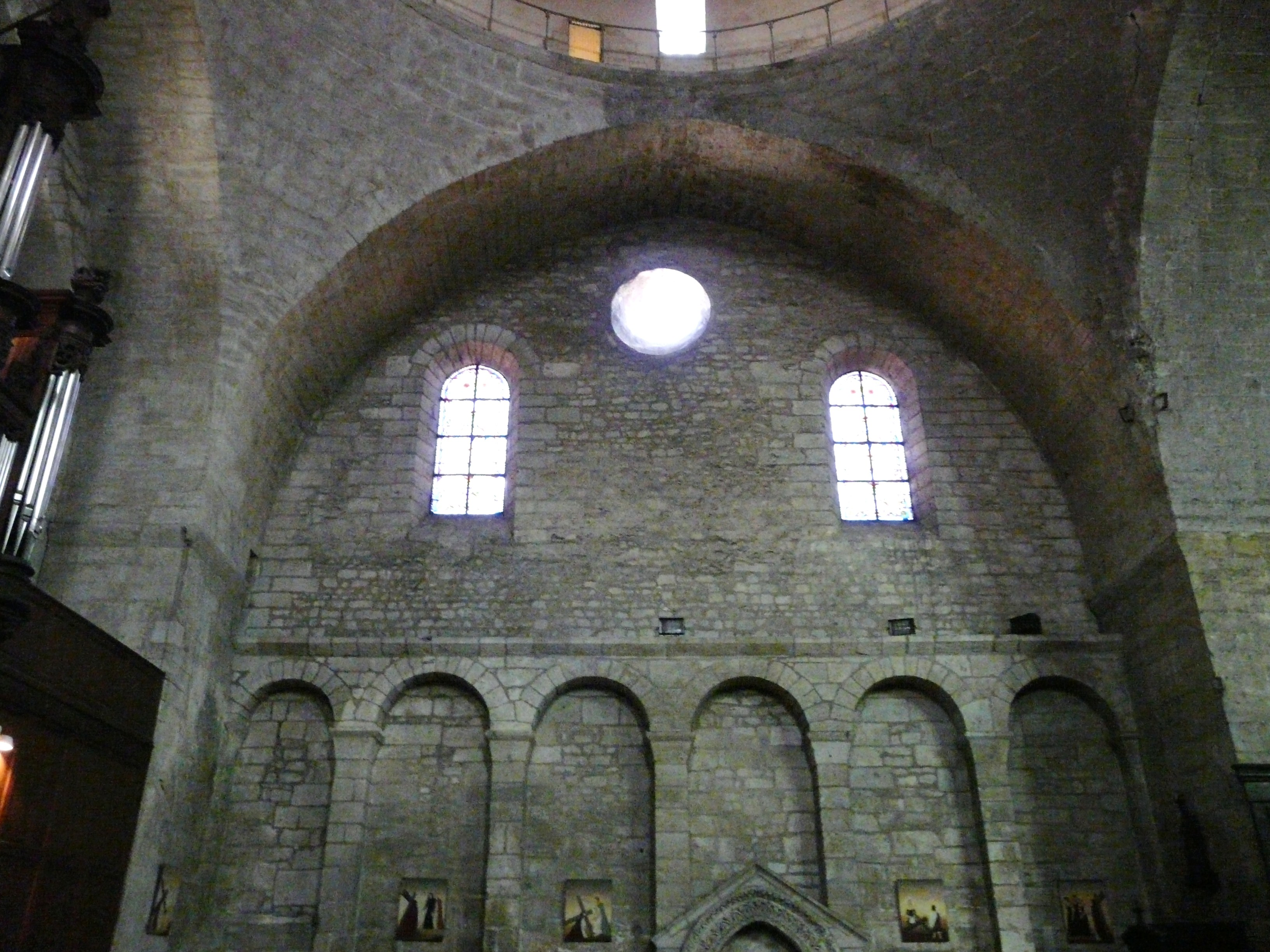
Lado norte de la nave
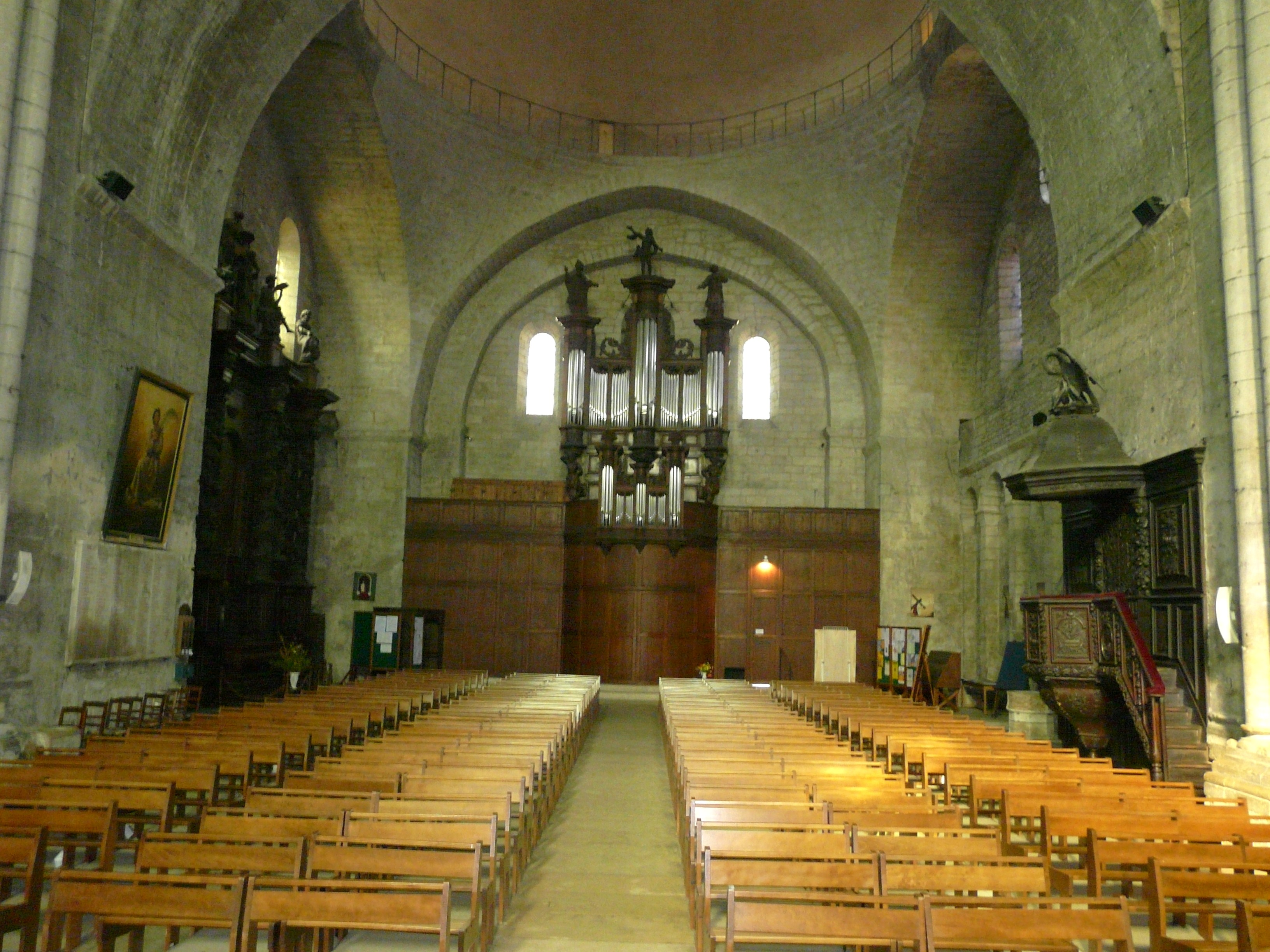
La nave y el órgano del sigloXVIII
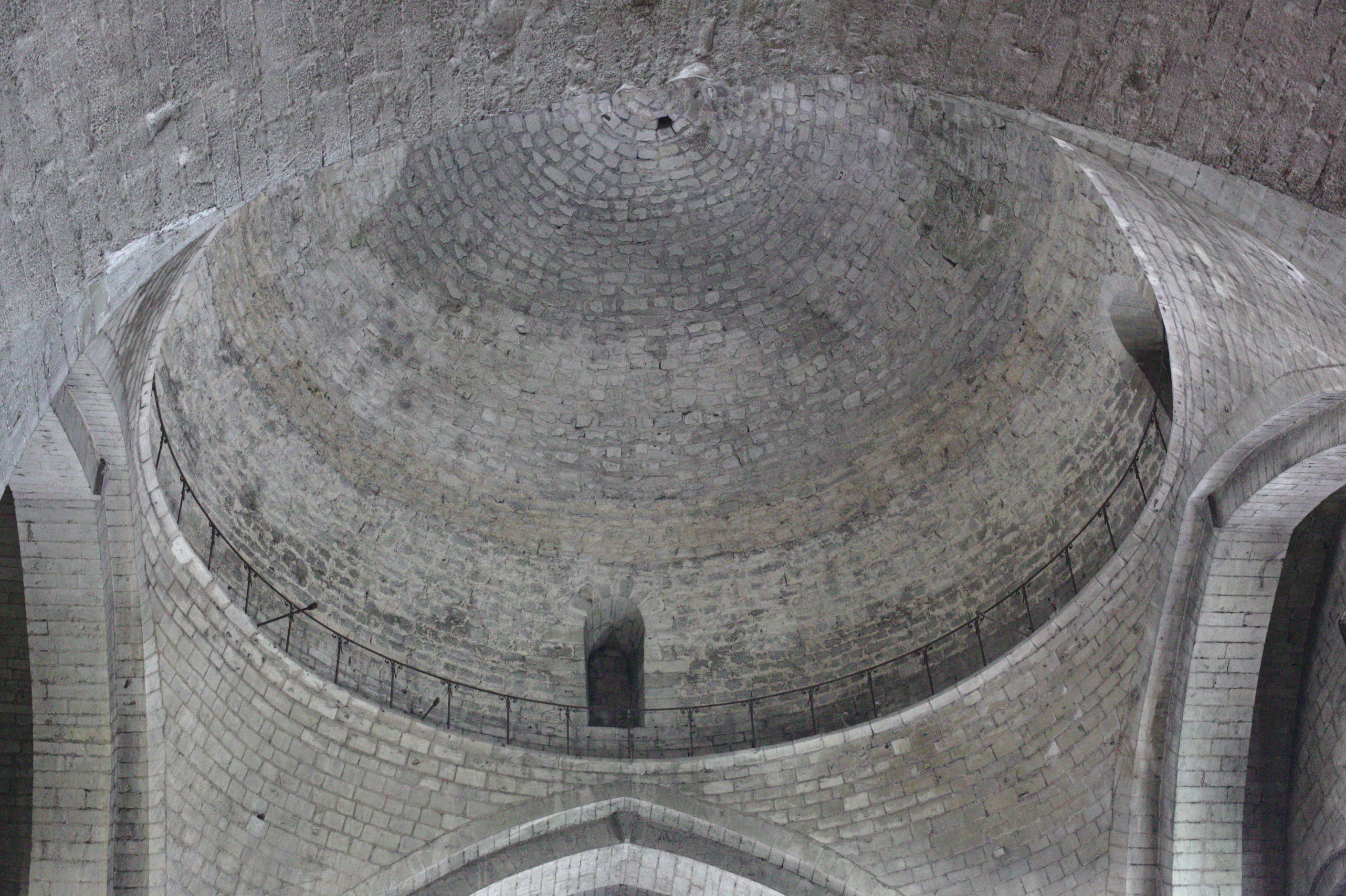
Vista interior de la cúpula

Detalles del interior
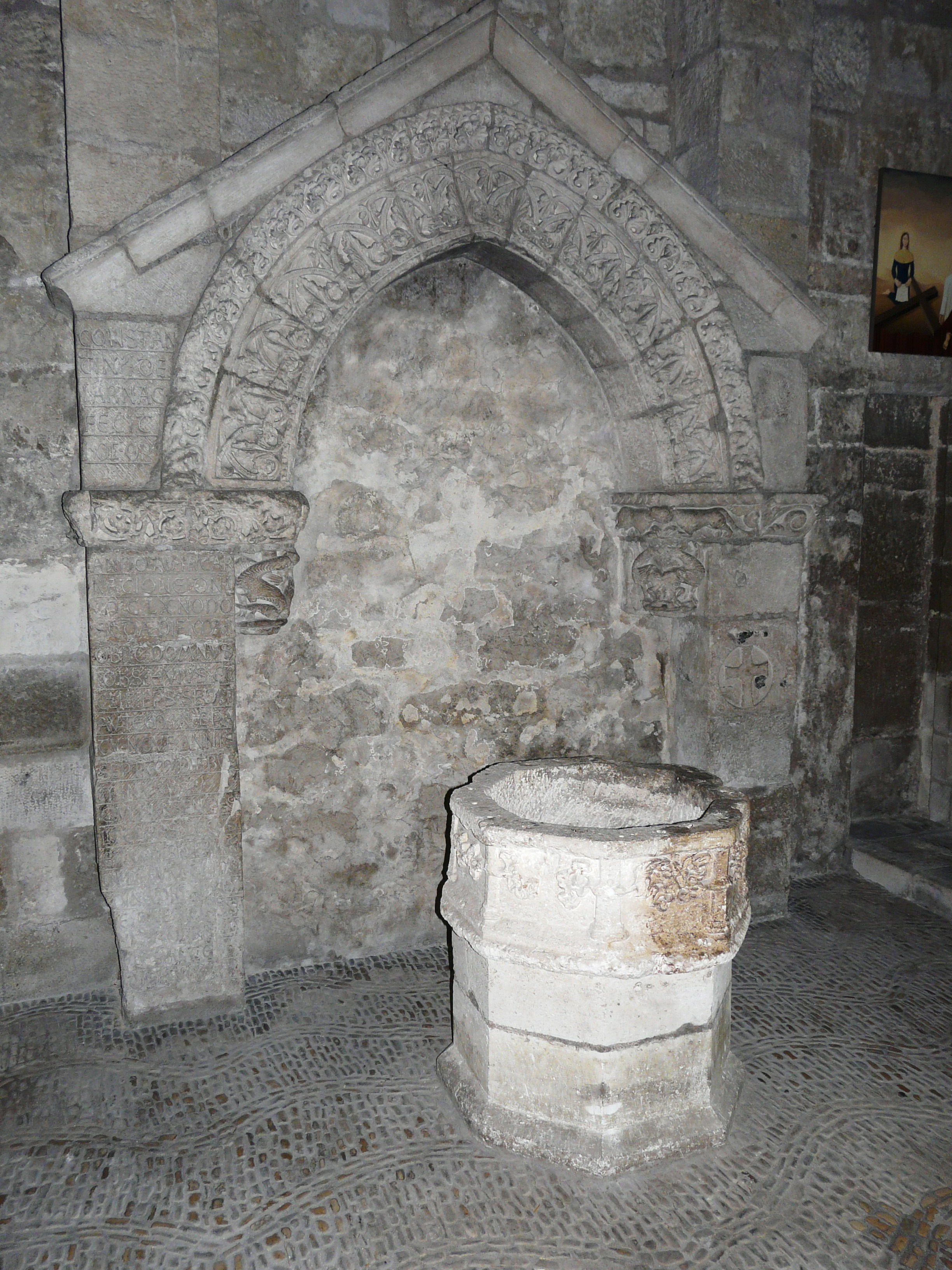
La tumba de Jean d'Asside y las pilas bautismales
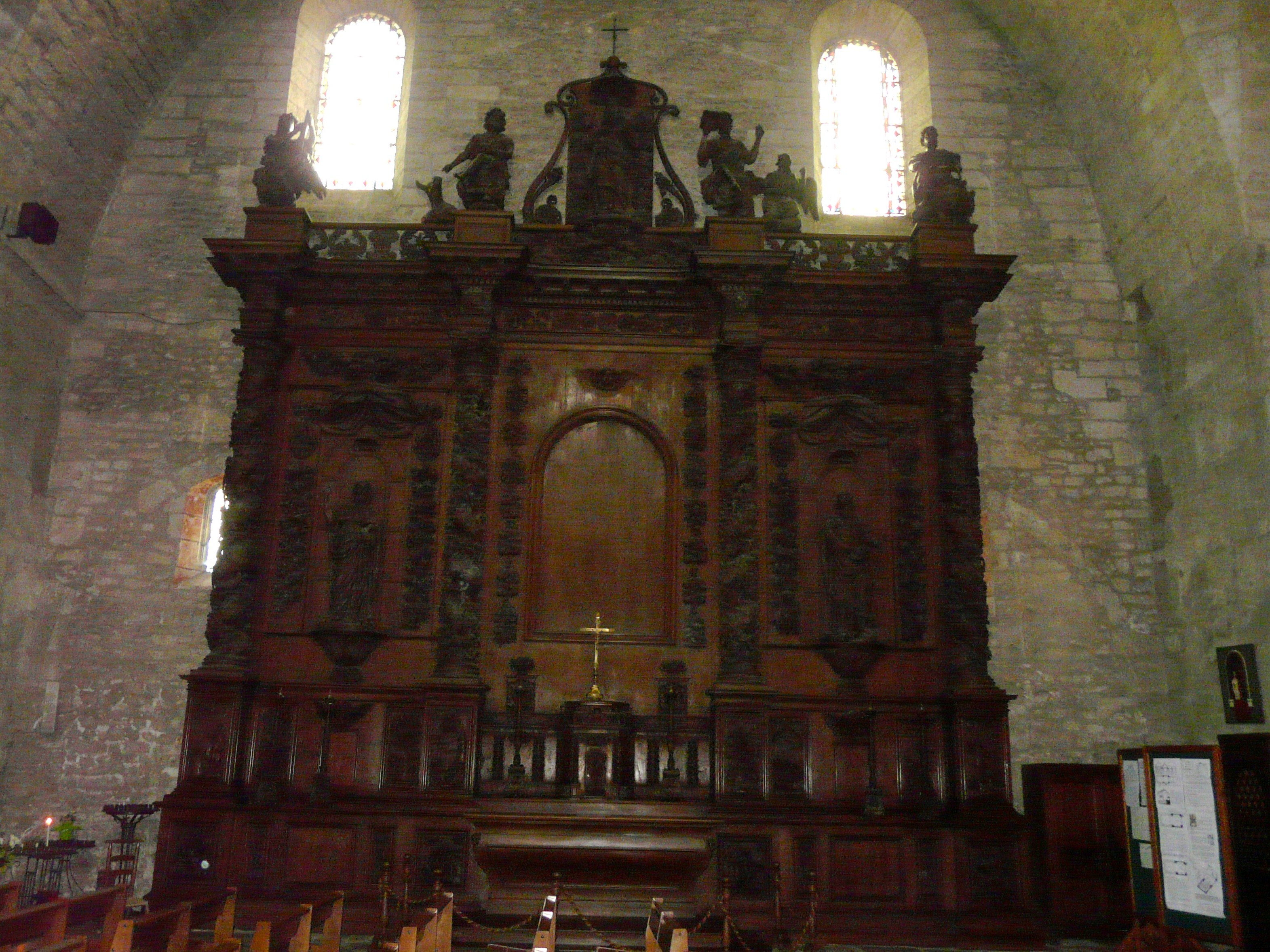
El retablo
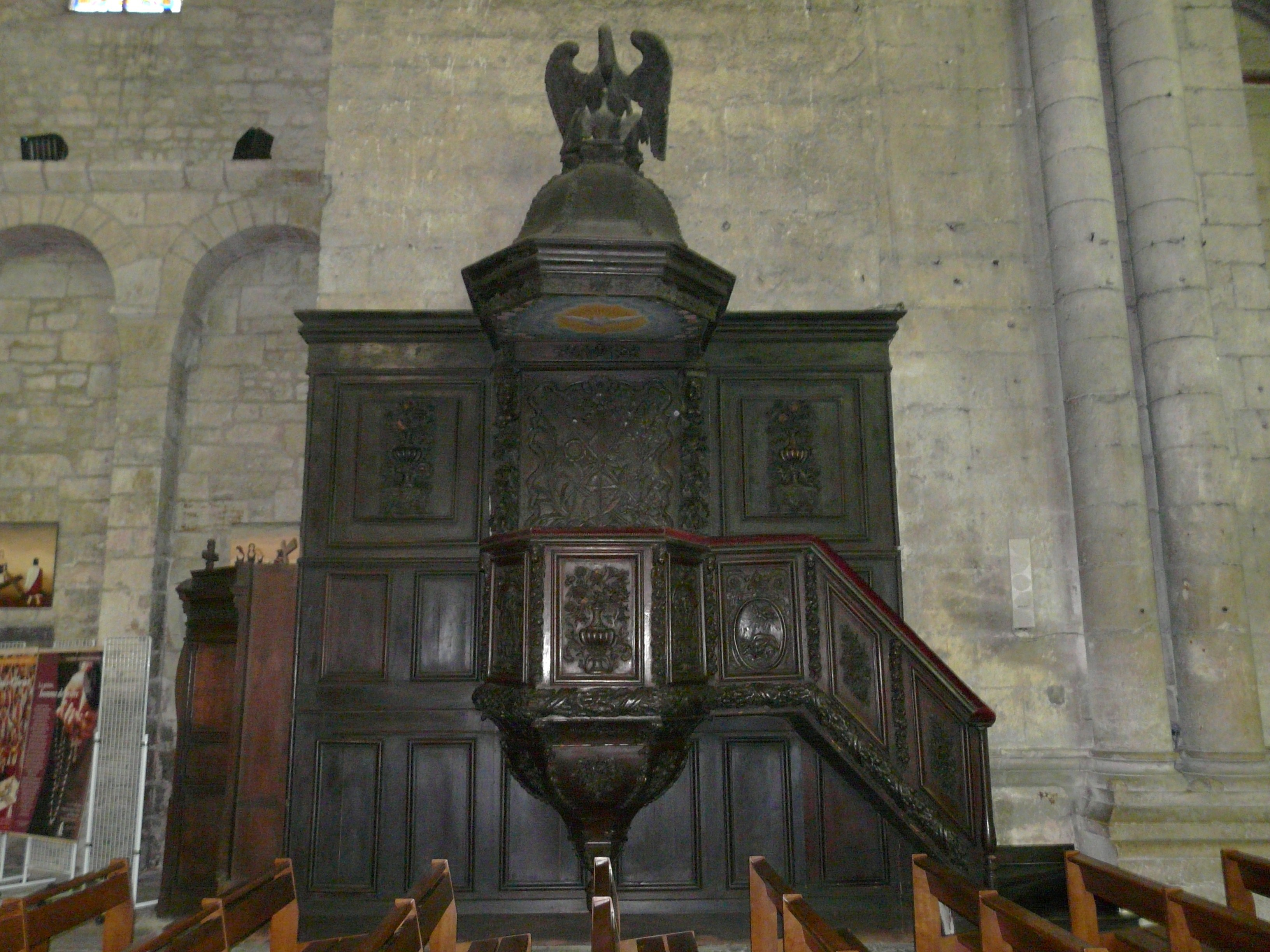
El púlpito
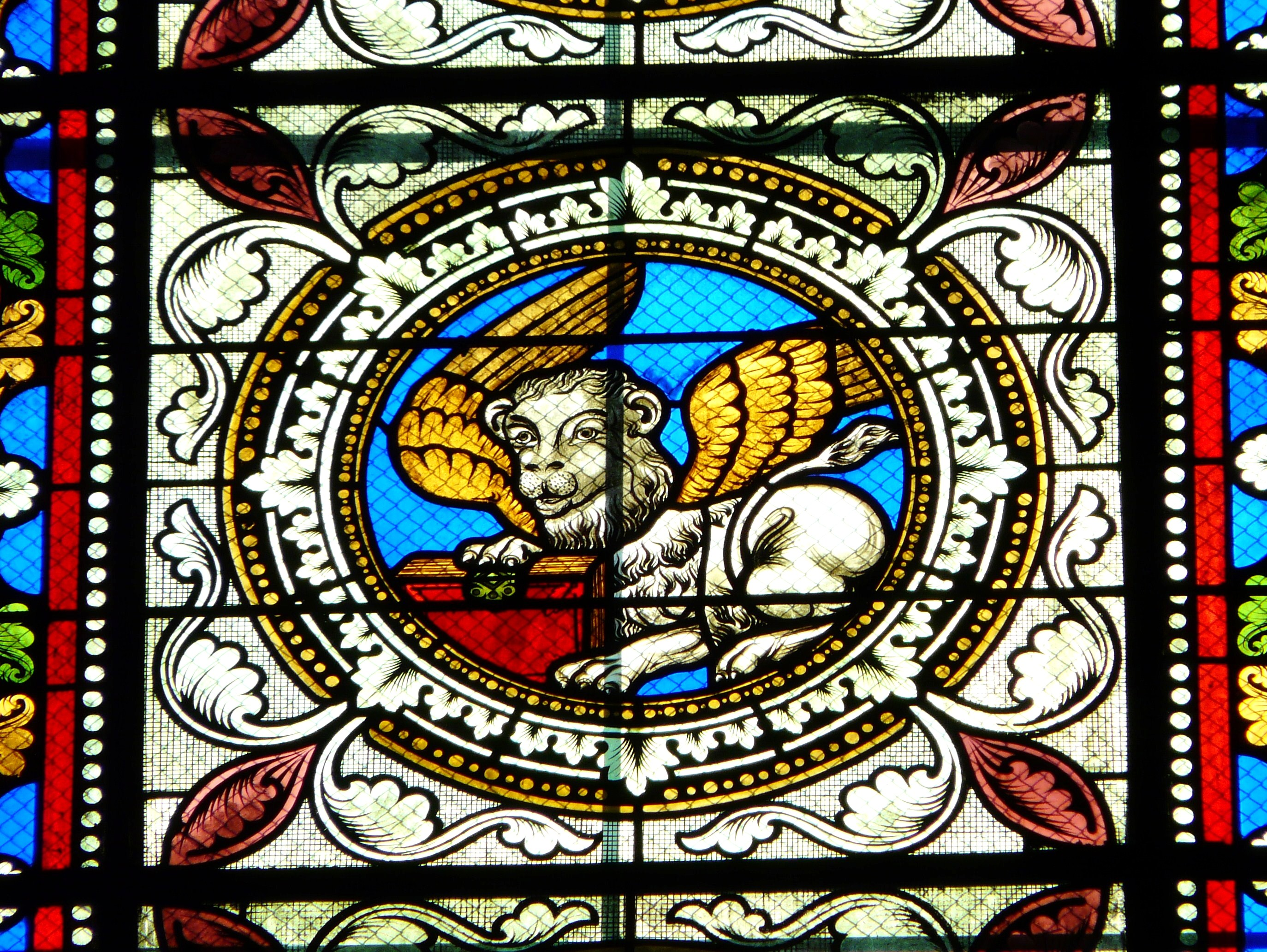
El león de san Marcos, detalle de un vitral